# Abel Gonzales Junior
Abel Gonzales Junior (ur. w listopadzie 1969 w Dallas, w stanie Teksas) – amerykański kucharz i przedsiębiorca, występujący też pod pseudonimem Fried Jesus (ang. smażony Jezus). Jest on znany przede wszystkim z opracowania nowatorskich przepisów na m.in. masło, Coca-Colę i piwo smażone na głębokim tłuszczu, które przyniosły mu pięciokrotny laur Big Tex Choice Awards, dorocznego wyróżnienia przyznawanego na teksańskim jarmarku stanowym. Oprócz tego był on sędzią w programie telewizyjnym Deep Fried Masters (ang. mistrzowie głębokiego smażenia).

## Młodość
Urodzony w listopadzie 1969 roku w Dallas, Abel Gonzales Junior jest synem Abela Gonzalesa Seniora, restauratora prowadzącego specjalizującą się w Tex-Mex A. J. Gonzales’ Mexican Oven Gonzales. W młodości wiele czasu spędzał pomagając w kuchni u ojca. Ukończył liceum im. Woodrowa Wilsona w Dallas, która to szkoła uhonorowała go w 2014 roku wprowadzeniem do swojej galerii sław.

## Sukcesy na teksańskim jarmarku stanowym
Począwszy od roku 2004 Gonzales brał udział we wszystkich edycjach Big Tex Choice Award, konkursu na najbardziej kreatywne głęboko smażone dania, i z wyjątkiem 2014, co roku dostawał się do finału. Główny laur zdobywał pięciokrotnie w kategoriach najlepszy smak oraz najbardziej kreatywne. Jego zwycięskie potrawy to smażona kanapka z masłem orzechowym (2004), smażona Coca-Cola (2005), smażona masa ciasteczkowa (2006), smażone masło (2008) i Jambalaya (2011). Oprócz pierwszego miejsca dostawał się też do finału konkursu z m.in. smażonymi kawałkami kaktusa, kanapkami z dżemem i bananami oraz plastrami ananasa. Jego sukcesy przyniosły mu sławę na skalę całych Stanów Zjednoczonych – pojawił się m.in. w The Oprah Winfrey Show.

## Potrawy

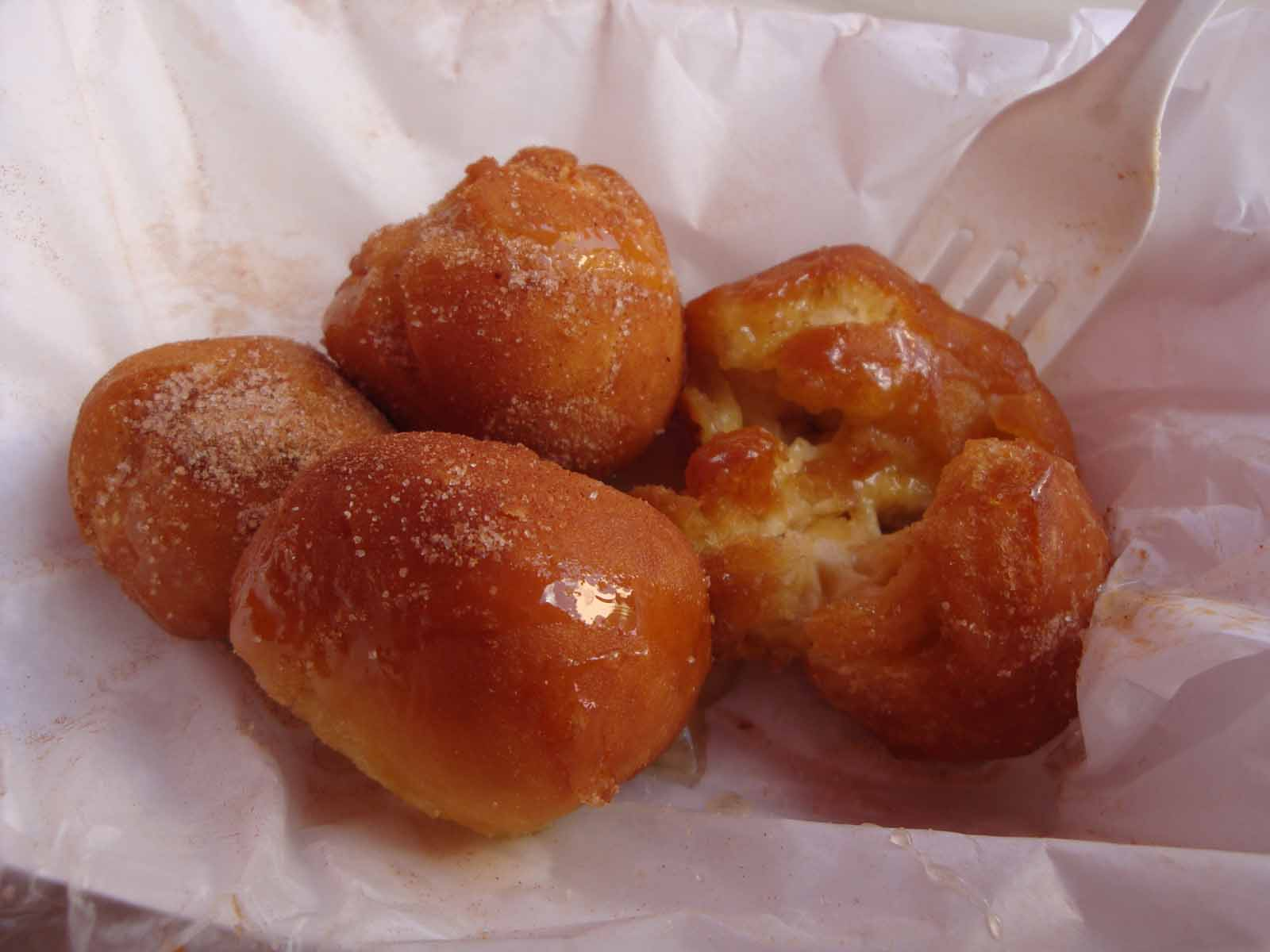
Deep fried butter autorstwa Abela Gonzalesa Juniora, sprzedawane na Texas State Fair w 2009 roku.

Za najbardziej znany z wynalazków Gonzalesa uchodzi smażone na głębokim tłuszczu masło (deep fried butter). Wbrew nazwie, nie jest to potrawa składająca się wyłącznie z tłuszczu – Gonzales ubija roztopione masło w celu jego napowietrzenia, mrozi je, a następnie otacza słodką panierką i smaży na głębokim tłuszczu. Autor opisuje smak dania jako coś pośredniego pomiędzy herbatnikami a croissantem z bardzo dużą ilością masła; Oprah Winfrey oceniła danie pozytywnie, porównując je do gorącego pieczywa z dużą ilością masła. Abel Gonzales jako inspirację podaje swoje zamiłowanie do tostów z masłem. Oprócz "naturalnej", Gonzales sprzedawał również smażone masło w wersjach smakowych: czosnkowej, wiśniowej i winogronowej.
Podobnie jak w przypadku głęboko smażonego masła, również inne dania Gonzalesa zazwyczaj nie są tak karkołomne jak wskazuje na to sama nazwa – przykładowo deep fried Coke, czyli dosłownie smażona na głębokim tłuszczu Coca-Cola, to smażone kulki ze smakowego ciasta, polane zagęszczonym koncentratem Coca-Coli, podawane z bitą śmietaną, cynamonem, cukrem i wiśniami. Eksperci dietetyki zgodnie określają dania Gonzalesa jako śmieciowe jedzenie, jednak różnią się co do oceny stopnia ich szkodliwości.

## Kariera
Przed 2009 Gonzales pracował jako administrator baz danych, którą to pracę rzucił na rzecz smażenia na głębokim tłuszczu. Przez 3 tygodnie w roku sprzedaje swoje dania na teksańskim jarmarku stanowym, a resztę czasu spędza na podróżach i eksperymentach z nowymi potrawami. W roku 2007 został poproszony przez producenta piwa o przygotowanie swojej wersji jego produktu, stworzona przez niego receptura nie trafiła jednak na rynek. W 2014 roku został sędzią w programie Deep Fried Masters (ang. Mistrzowie głębokiego smażenia), gdzie zaprezentował ponadto technikę smażenia kawy oraz mojito.